# ایسلا ده سان آندرس (کلمبیا)
ایسلا ده سان آندرس (به اسپانیایی: San Andrés, San Andrés y Providencia) یک جزیره در کلمبیا است که در Insular Region (Colombia) واقع شده‌است.

## خصوصیات
ایسلا ده سان آندرس ۲۶ کیلومترمربع مساحت و ۵۵٬۴۲۶ نفر جمعیت دارد.